# Гологлови
Гологлови (пол. Gołogłowy, нім. Hollenau) — село в Польщі, у гміні Клодзко Клодзького повіту Нижньосілезького воєводства.
Населення — 240 осіб (2011).
У 1975-1998 роках село належало до Валбжиського воєводства.

## Демографія
Демографічна структура станом на 31 березня 2011 року:
|          | Загалом | Допрацездатний вік | Працездатний вік | Постпрацездатний вік |
| -------- | ------- | ------------------ | ---------------- | -------------------- |
| Чоловіки | 109     | 20                 | 80               | 9                    |
| Жінки    | 131     | 14                 | 81               | 36                   |
| Разом    | 240     | 34                 | 161              | 45                   |